# Dunan Mousseux
Antoine Gadon dit Dunan Mousseux, né le 18 octobre 1825 à Saint-Amand-Montrond et mort le 4 août 1868 dans le 11e arrondissement de Paris, est un auteur dramatique, journaliste et chansonnier français.

## Biographie
Directeur de la Halle aux habits, commerce du passage du Grand-Cerf, il se lance dans le théâtre et fait représenter plusieurs pièces au Théâtre des Délassements-Comiques et au Théâtre des Folies-Dramatiques.
Journaliste au Vieux père Grégoire. Journal mensuel, politique et charivanique, fondateur en 1851 du Pierrot, journal-programme des fêtes et des spectacles et du Porte-Voix en 1856, il fut rédacteur du journal Le Sans Gêne en 1861.

## Œuvres
- Chansons diverses, 1846-1857
- L'Échafaud du peuple, 1848
- Le Bœuf gras du suffrage universel, 1848
- Tableau populaire. Les Trois jours, 1848
- Vive la République !, chant patriotique, 1848
- En prison !!!, 1849
- Complainte !!!, 1857
- Le Royaume du poète, comédie-vaudeville en 3 actes, tirée des chansons de Béranger, avec Édouard Montagne, 1858
- L'Orgueil, drame en 5 actes, avec François Llaunet, 1859
- Le Doigt dans l’œil, revue de 1860, en 3 actes et 20 tableaux, avec Charles Potier, 1861
- Mes Mémoires, étude de mœurs parisiennes, rondeau, 1865
- Les Blanchisseuses de fin, pièce en 5 actes mêlée de chants, avec Hippolyte Lefebvre, 1865
- La Famille Mirliton, parodie-vaudeville de la Famille Benoiton en 5 actes, avec Alexandre Flan et Alexis Bouvier, 1865
- Le Pays latin, drame en 5 actes mêlé de chant tiré du roman de Henry Murger, avec Frédéric Voisin, 1866
- Les Cinq francs d'un bourgeois de Paris, comédie-vaudeville en 5 actes, avec Victorien Sardou et Jules Pélissié, 1866
- Rabagas, comédie en cinq actes, en prose, avec V. Sardou, 1872